# 宗教地理学
宗教地理学（しゅうきょうちりがく、英語: geography of religion）は、宗教を取り扱う人文地理学の一分野である。宗教を文化の一部として、宗教地理学を文化地理学の一分野とみることも可能である。
宗教が果たす役割でもある世界観についての各地域ごと差異の研究や聖書などの聖典の地理的な記述の分析など宗教学の一分野をさす事もあるが、通常地理学では、宗教の持つ社会的役割に着目し宗教と国家、文化、社会、景観などの関係性を探る分野である。一般的にも、宗教地理学といった場合後者をさす事がほとんどである。
具体的には、宗教の地理的分布、宗教におけるタブーとされる行為の地域性の考察、宗教が社会階層、人口政策、政治紛争などに与える影響の考察など、宗教学よりも、社会学、政治学方面の要素が強く、宗教社会学・文化人類学との関係が深いことも特徴である。この点を見ても、地理学においては宗教の教義や思想そのものではなく、一つの社会的な概念として宗教を捉えているのが顕著である。近年では、こうした宗教的な価値観や倫理観への地理学的なアプローチを試みようとする動きもある。